# Trayce Jackson-Davis

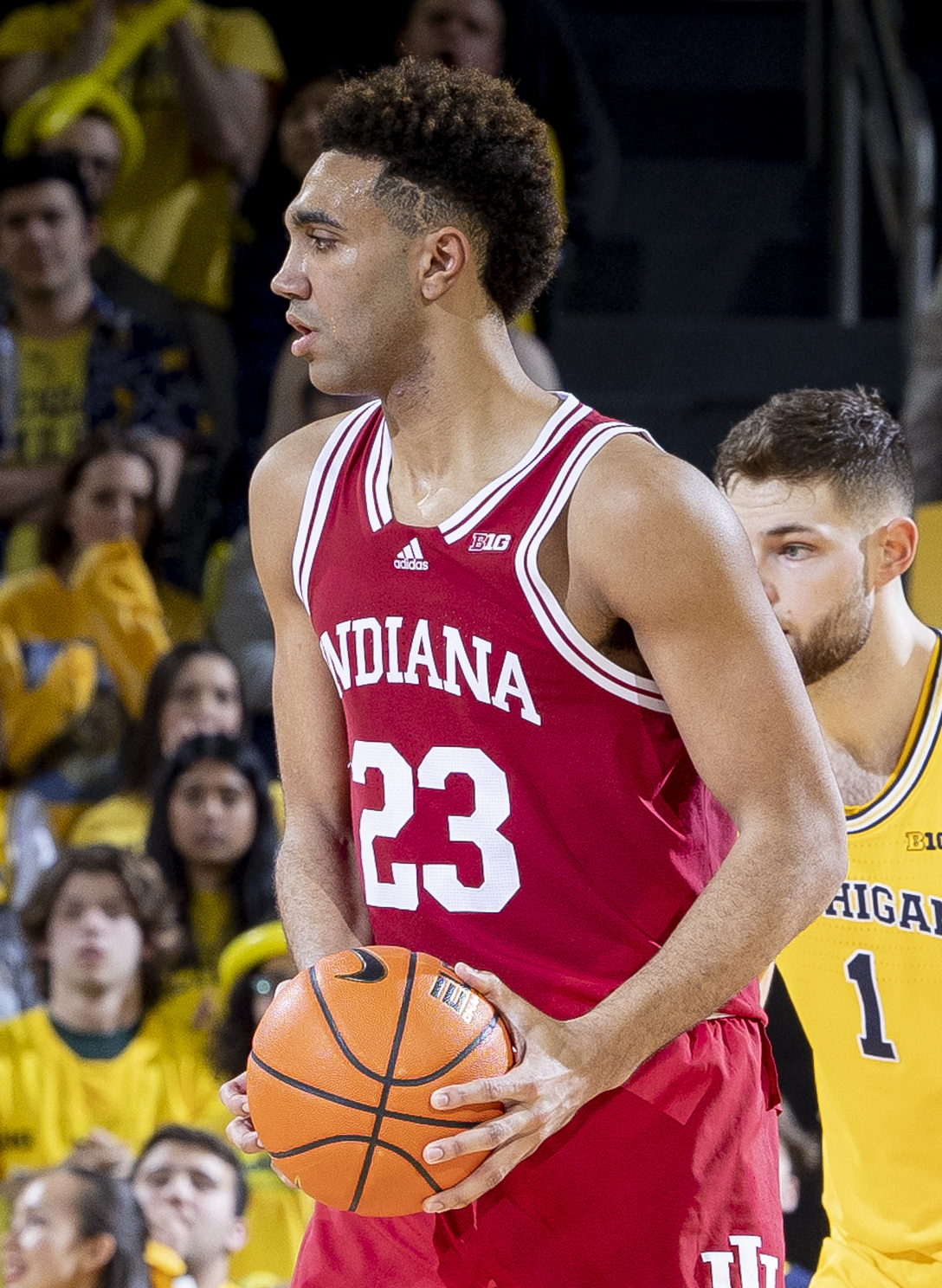
Trayce Jackson-Davis, 2023.

Trayce Jackson-Davis, född 22 februari 2000 i Greenwood i Indiana, är en amerikansk professionell basketspelare (PF/C) som spelar för Golden State Warriors i National Basketball Association (NBA).
Han draftades av Washington Wizards i andra rundan i 2023 års draft som 57:e spelare totalt.
Innan Jackson-Davis blev proffs studerade han vid Indiana University Bloomington och spelade för deras idrottsförening Indiana Hoosiers.
Jackson-Davis är son till Dale Davis.